# Blandina Paschalis Schlömer
Blandina Paschalis Schlömer (ur. 6 kwietnia 1943 w Karlsbad jako Blandina Schlömer) – niemiecka trapistka, pionier badań naukowych na temat Całunu z Manoppello.

## Życie
Po maturze w 1962 wstąpiła do klasztoru w Neuenbeken, śladem swych dwóch starszych sióstr. W 1966 skończyła studium farmacji. W 1972 ukończyła farmację na Uniwersytecie w Würzburgu.
W latach 1981–1988 uczyła się sztuki pisania ikon.
W 1979 odkryła znaczące podobieństwo między mało znanym wówczas Całunem z Manoppello a Całunem Turyńskim. To zapoczątkowało cały proces badań nad tkaniną z Manoppello, a w konsekwencji popularyzację tego miejsca w świecie.